# Андраде, Домингуш
Доми́нгуш Па́улу Андра́де (порт. Domingos Paulo Andrade; род. 7 мая 2003, Луанда, Ангола) — ангольский футболист, полузащитник клуба «Порту B» и сборной Анголы.

## Карьера
Играл в молодёжной команде «Интера» из Луанды. В июле 2019 года стал игроком основной команды клуба. Дебютировал в Жираболе 10 января 2021 года в матче с «Каалой». В августе того же года присоединился к юниорской команде лиссабонского «Спортинга».

## Карьера в сборной
Выступал за сборную Анголы до 17 лет. В 2021 году был вызван в национальную команду страны. Дебютировал 16 ноября в матче квалификации к Чемпионату Мира 2022 года против сборной Ливии.